# Louise Arbour
Louise Arbour, född 10 februari 1947 i Montréal, är en kanadensisk jurist. Hon var FN:s högkommissarie för mänskliga rättigheter 2004-2008. 
Hon var chefsåklagare vid Internationella krigsförbrytartribunalerna för Rwanda och för Jugoslavien 1996-99. I denna roll åtalade hon bland andra  presidenterna Slobodan Milošević och Milan Milutinović. Hon tjänstgjorde sedan som domare i Kanadas högsta domstol 1999-04. År 2004 efterträdde hon Sergio Vieira de Mello som FN:s högkommissarie för mänskliga rättigheter (Bertrand Ramcharan var en kort tid tillförordnad högkommissarie efter Vieira de Mellos död 2003).
Hon tilldelades 2007 hedersutmärkelsen Order of Canada.